# Hilda López Aguilar
Hilda Eliana López Aguilar (Santiago, 22 de febrero de 1928 - Santiago, 30 de mayo de 2016) fue una investigadora, escritora, fotógrafa autodidacta chilena, directora de la revista La Firme de la Editorial Quimantú y Coordinadora de su Departamento de Publicaciones Periodísticas. 
Como fotógrafa, documentó por más de 20 años diversas fiestas religiosas en Chile, como la Fiesta de Cuasimodo y la Fiesta de nuestra Señora de Andacollo.

## Biografía
Creció en la comuna de Recoleta y desarrolló sus estudios en la Escuela República del Paraguay (ex Anexa a la Normal Nº 2) de la misma comuna. Al terminar la educación media intentó ingresar a la carrera de periodismo, lo que fue luego prohibido por sus padres. A pesar de ello, siguió dedicándose a escribir, investigar y reportear.
En 1953 contrajo matrimonio con Juan Domingo Peraldi Grimaud, con quien estuvo casada hasta 1962. Tuvo dos hijos, Arturo y Julio.
El 30 de mayo de 2016 falleció a los 88 años.

## Trayectoria profesional

### Escritora y reportera
Durante la década del 60 comenzó a escribir algunas notas para la revista Rincón Juvenil de la Editorial Zig-Zag y posteriormente trabajó en la revista Ritmo donde fue secretaria ejecutiva hasta el triunfo de Salvador Allende en 1970. En 1971 fue llamada por Alberto Vivanco Ortiz para formar parte de la naciente Editorial Quimantú, donde llegó a ser directora de la revista La Firme.
En 1976 fue invitada por Arturo Navarro a participar de la fundación de Apsi, revista que jugó un importante papel en el ámbito de los derechos humanos, donde trabajó hasta el año 1979. Asimismo, trabajó voluntariamente con Luis Corvalán Lepe, ex secretario general del Partido Comunista de Chile, como editora de sus publicaciones.
Durante la década del 80 escribió diversos artículos para el semanario La Epoca y las revistas Geo (revista), Mis Hijos, entre otras.
Construyó una amistad con el escritor Pedro Lemebel, de la cual él mismo dejó testimonio en su libro Mi amiga Gladys. Fue cercana amiga de Andrés Sabella, poeta del Norte Grande de quien escribió una biografía, y de Ana González de Recabarren y su familia.
De la historia de su paso por la Editorial Quimantú dejó testimonio en el libro Un sueño llamado Quimantú, publicado el año 2014, dos años antes de su muerte, el cual fue presentado en el contexto de la Feria Internacional del Libro de Santiago en el Centro Cultural Estación Mapocho.

### Fotógrafa e investigadora
Fotógrafa de oficio, se dedicó durante años a registrar con su lente diversos fenómenos vinculados a la religiosidad popular y el sincretismo religioso, entre ellos la Fiesta de Cuasimodo y la devoción a Nuestra Señora de Andacollo, participando durante más de 20 años de la Fiesta grande de Andacollo donde desarrolló una extensa investigación histórica y visual. En 1991, por medio del auspicio de la Gobernación Provincial de Elqui, esa investigación se materializó en una exposición fotográfica que itineró por diversas localidades de la Región de Coquimbo. Posteriormente, la exposición dio paso al libro La Chinita de Andacollo Reina de la Montaña, que fue publicado por primera vez en 1995. 
Antigua vecina del Barrio Bellavista, participó de la iniciativa de declaratoria de Zona Típica y realizó la investigación sobre los orígenes del barrio junto a la arquitecta María Inés Arribas. Ese trabajo finalizó con la publicación titulada Población León XIII, Pasado y Presente, editada por el Consejo de Monumentos Nacionales en el año 1998.
El año 2004, junto a Humberto Ahumada y Cristián Matzner publicó, también para el Consejo de Monumentos Nacionales, la investigación titulada Tres miradas al Estadio Nacional de Chile.

## Reconocimientos
En el año 2008 recibió un reconocimiento por parte de la Asociación Nacional de Cuasimodistas de Chile por su donación de fotografías.
En 2022, se lanzó una segunda edición de La Chinita de Andacollo Reina de la Montaña, la que estuvo centrada tanto en su obra como en su figura y legado. El proyecto estuvo financiado por el Fondo del Libro del Ministerio de las Culturas, las Artes y el Patrimonio.
El 2023 se publicó el archivo fotográfico digital, el que recoge parte de su obra fotográfica y etnográfica en torno a la fiesta de Andacollo. Proyecto financiado por Fondart Regional del Ministerio de las Culturas, las Artes y el Patrimonio .

## Obras
- La familia Terotero (1987). Santiago, autoedición .
- La Chinita de Andacollo Reina de la Montaña (1995). Santiago, Editorial Cacto.
- Población León XIII, Pasado y Presente (1998). Santiago, Consejo de Monumentos Nacionales.
- Tres miradas al Estadio Nacional de Chile (2004). Santiago, Consejo de Monumentos Nacionales.
- Un sueño llamado Quimantú (2014). Santiago, Ceibo Ediciones.